# Eupithecia biumbrata
Eupithecia biumbrata là một loài bướm đêm trong họ Geometridae.